# كيرلي بريدغز
كيرلي بريدغز (بالإنجليزية: Curley Bridges)‏ هو عازف بيانو وكاتب أغاني أمريكي، ولد في 7 فبراير 1934 في فاكواي فارينا في الولايات المتحدة، وتوفي في 27 نوفمبر 2014 في باري في كندا بسبب سرطان.